# Sarah Anne Bright
Sarah Anne Bright (Bristol, 1793 – Bristol, 1866) è stata un'artista e fotografa britannica, tra i primissimi fotografi di ogni tempo, autrice della più antica fotografia esistente scattata da una donna.
L'attribuzione delle sue opere fotografiche avvenne solo nel 2015, quando le iniziali del suo nome vennero scoperte su un fotogramma del 1839, messo in vendita nel 2008 ad un'asta da Sotheby's a New York.

## Biografia
Sarah Anne Bright nacque nel 1793 a Bristol, in Inghilterra, sesta dei nove figli di Richard Bright (1754–1840) e Sarah Heywood Bright. Il padre era un ricco mercante e banchiere, noto per il suo grande interesse per la scienza; aveva conosciuto Benjamin Franklin a Parigi, allestito un laboratorio chimico a Ham Green House, non lontano da Bristol, e nel 1823 fu uno dei fondatori della Bristol Institution for the Advancement of Science, Literature and the Arts.

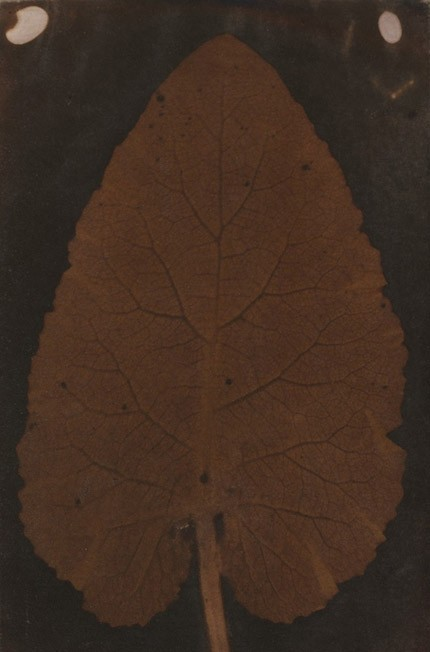
The Quillan Leaf, di Sarah Anne Bright (1839)

Il lavoro di fotografa di Sarah Anne Bright è stato scoperto dopo che un suo fotogramma, incluso in un gruppo di fotografie noto come Quillan Collection, raccolte dal commerciante Jill Quasha e costituito da 69 fotografie dal 1839 al 1985, ciascuna di un fotografo diverso e selezionate per le loro qualità estetiche, era stato messo in vendita presso la casa d'aste Sotheby's a New York nel 2008.
Inizialmente il fotogramma, divenuto noto come The Quillan Leaf, era stato attribuito all'inventore e fotografo inglese William Henry Fox Talbot. Dopo che Larry Schaaf, massimo esperto internazionale di Talbot, lo ebbe esaminato escludendone la paternità, Sotheby's lo inserì nel catalogo di vendita con la menzione "Fotografo sconosciuto", includendo in un saggio le conclusioni di Schaat, sostenute da tre pagine di documentazione.
The Quillan Leaf era tratto da un album, venduto per la prima volta ad un'asta Sotheby's a Londra nel 1984, che originariamente apparteneva a Henry Bright, il figlio maggiore della famiglia Bright di Bristol. L'album originale comprendeva sette fotogrammi e diversi acquerelli e disegni, ma nell'asta del 1984 erano sopravvissuti solo i fotogrammi; due di questi andarono venduti al J.Paul Getty Museum, uno alla Gilman Paper Company Collection (ora al Metropolitan Museum of Art di New York) e altri tre a diverse collezioni private.
Sul negativo del fotogramma rimasto, raccolto nella Quillan Collection di Jill Quasha, erano visibili due iscrizioni: una 'W' sul recto (erroneamente considerata una 'N' nel catalogo originale dell'asta) e uno scarabocchio a matita sul verso, inizialmente indecifrabile, che poteva rappresentare le lettere 'HB'. Schaaf ipotizzò inizialmente che la "W" potesse essere l'iniziale di Thomas Wedgwood (1771-1805), scienziato e inventore britannico, zio di Charles Darwin, e che la stampa potesse essere stata prodotta già nel 1805. In seguito, prevalendo il dubbio sulla paternità dell'immagine e sulla sua data di realizzazione, Sotheby's decise di ritirarla dalla vendita, in attesa di ulteriori ricerche.
Schaaf iniziò quindi a esplorare possibili collegamenti con Henry Bright e altri noti fotografi dell'epoca nell'area di Bristol, e scoprì che l'iniziale "W" era il marchio di William West, rivenditore a Bristol di carta fotosensibile per disegni fotogenici, messa in vendita solo per un anno, nel 1839, all’indomani della rivelazione del procedimento da parte di Talbot; in questo modo Schaaf riuscì a risalire alla data della stampa.
Scoprì inoltre che le altre iniziali "HB", dovevano invece essere lette come "SAB" e che la grafia corrispondeva alla firma degli acquerelli attribuiti a Sarah Anne Bright, nel cui testamento l'artista aveva nominato come erede delle sue opere - “disegni, stampe, dipinti e fotografie” - il fratello Henry. La scoperta della reale identità dell'autrice del fotogramma venne quindi annunciata in una conferenza all'Università di Lincoln nel giugno 2015, intitolata Rethinking Early Photography.